# نكت القرآن (كتاب)
نكت القرآن الدالة على البيان في أنواع العلوم والأحكام هو كتاب في تفسير القرآن لمحمد بن علي الكرجي المعروف بالقصاب، وقد كان مؤلفه من علماء القرن الرابع الهجري، وكان على مذهب السلف في العقيدة، وعلى مذهب المحدثين في الفقه. احتوى على تفسير كتاب الله كاملا من أول سورة الفاتحة إلى آخر سورة الناس، إلا أنه انتهج نهجا فريدا مميزا، حيث يذكر عنوانا للآية التي سيتعرض للحديث عنها، ثم يذكر ما فيها من نكات ومسائل وملح في العقيدة والفقه والتفسير، وغير ذلك من العلوم.
وتبرز أهمية الكتاب من احتواء كتاب نكت القرآن على مسائل علمية في الفقه واللغة والعقيدة، وكون مؤلفه على مذهب السلف الصالح، وتقدم عصر المؤلف؛ واشتمال الكتاب على جميع الفنون، وعدم اقتصاره على فن واحد.

## سبب تأليف الكتاب
بين ذلك في مقدمة كتابه، فقال: «هذا كتاب نكت القرآن الدالة على البيان في أنواع العلوم والأحكام والمنبية (أي: المخبرة) عن اختلاف الأنام في أصول الدين وشرائعه، وتفصيله وجوامعه، وكل ما يحسن مقاصده، ويعظم فوائده من معنى لطيف في كل فن تدل عليه الآية من جليلها وغامضها، وظاهرها وعويصها، أودعته بعون الله تعالى كتابي هذا عدة على المخالفين، وحجة على المبتدعين؛ إذ هي بحمد الله شافية ملخصة كافية...».

## أهميته
- يحتوي كتاب نكت القرآن على مسائل علمية في الفقه واللغة والعقيدة.
- كون مؤلفه على مذهب السلف الصالح.
- تقدم عصر المؤلف؛ حيث عاش في نهاية القرن الثالث وأول الرابع، في فترة ازدهار العلم وكثرة العلماء والتأليف.
- اشتمال هذا الكتاب على جميع الفنون، وعدم اقتصاره على فن واحد.[2]

## منهجه في كتابه
- سار المؤلف على ترتيب السور، فبدأ بالفاتحة وختم بالناس.
- لم يلتزم الطريقة المعتادة في تفسير السورة آية آية، بل اعتمد منهجا فريدا؛ حيث يذكر عنوانا للآية التي سيتعرض للحديث عنها، ثم يذكر ما فيها من نكات ومسائل وملح، فمثلا تكلم في سورة البقرة على اثنتين وسبعين آية، وفي سورة آل عمران على ثمان وعشرين آية، وهكذا بقية السور.
- لم يقتصر على فن من الفنون، بل جعله شاملا لجميع الفنون مع التفاوت بينها في القلة والكثرة.
- أنه يتكلم في الآية بما فتح الله عليه به، سواء كان حكما فقهيا أو عقديا أو لغويا أو مناقشة للفرق المخالفة والرد عليها، أو تأييدا لقول بعض العلماء.[4]

## قيمة الكتاب ومكانته العلمية
إن هذا الكتاب من تأليف علم من علماء الحديث، وحافظ من حفاظه، عاش في فترة ازدهار العلم وكثرة العلماء، وأبرز النقاط التي تتجلى فيها قيمة هذا الكتاب:
- ما حواه من المسائل الفقهية الكثيرة والمنثورة في ثنايا الكتاب.
- ما تضمنه من المسائل العقدية، والتي بين فيها مذهب السلف.
- ما اشتمل عليه من الرد على الفرق المخالفة، ومناقشتهم وتزييف باطلهم.
- ما اشتمل عليه من المسائل المنثورة في ثنايا الكتاب في اللغة والسلوك والاستنباط والقراءات.[5]

## طبعات الكتاب
الكتاب حقق في رسائل جامعية لنيل درجة الماجستير، من قبل الباحثين: علي بن غازي التويجري، وشائع الأسمري، وإبراهيم الجنيدل، ثم طبعته دار ابن القيم ودار ابن عفان في عام 1424هـ.